# E 669.3型电力机车
E 669.3型电力机车是捷克斯洛伐克国家铁路（ČSD）的电力机车车型之一，由斯柯达公司于1971年设计制造，是在E 669.2型电力机车基础上改进而成的六轴货运电力机车，适用于供电制式为3千伏直流电的电气化铁路。1988年，捷克斯洛伐克根据国际铁路联盟的建议对国内机车型号进行重新编制，E 669.3型电力机车改称183型电力机车。

## 运用
1970年代初，斯柯达公司根据捷克斯洛伐克国家铁路的要求，生产了43台六轴货运电力机车，并定型为E 669.3型电力机车，这也是斯柯达公司生产的最后一批E 669系列六轴电力机车。E 669.3型电力机车与之前的E 669.2型电力机车并没有明显的分别，而仅仅在车体外观的部分细节上略有差异。E 669.3型电力机车投入运用初期，大部分均配属于斯洛伐克地区的机务段，仅有8台机车配属于捷克的奥洛穆茨机务段，而这批机车于1970年代末也全部转移至斯洛伐克。1993年1月，捷克斯洛伐克联邦解体，各地的182型电力机车也分别被后继的斯洛伐克国铁（ŽSR）接收。

## 技术特点
E 669.3型电力机车采用双端司机室的钢结构焊接车体，车体中部为机械间，机车车顶设有两台双臂式受电弓。机车采用直流牵引电动机，对牵引电机采用串—并联换接、增减串联电阻进行调速，共设有42个运行级位。机车走行部为两台三轴转向架，轮对轴距比E 669.1型电力机车略为缩短，以改善小半径曲线通过性能、减少轮缘磨耗。转向架具有中央支承，一系悬挂装置由均衡梁和钢弹簧组成，二系悬挂装置由中央支承和二系弹簧旁承组成，二系弹簧旁承早期采用螺旋圆弹簧。